# Pyrrhoneura bivittata
Pyrrhoneura bivittata är en insektsart som beskrevs av Metcalf 1946. Pyrrhoneura bivittata ingår i släktet Pyrrhoneura och familjen Derbidae. Inga underarter finns listade i Catalogue of Life.